# Győr (stacja kolejowa)
Győr (węg. Győr vasútállomás) – stacja kolejowa w Győr, w komitacie Győr-Moson-Sopron, na Węgrzech. Jest znaczącym węzłem kolejowym na węgierskiej sieci kolejowej. Znajduje się na linii nr 1 prowadzącej z Budapesztu do Wiednia i Bratysławy. Stanowi istotny punkt w przewozach kolejowych do Austrii i na Słowację. Na stacji zatrzymują się pociągi wszystkich kategorii w tym InterCity, Railjet i pociągi prywatnego przewoźnika GYSEV.
Budynek dworca znajduje się w centrum miasta, przy Révai Miklós utca, blisko ratusza i dworca autobusowego, z którym jest połączony przejściem podziemnym.
Stacja została otwarta w 1855 roku, została jednak zniszczona w 1944 i odbudowana w latach 1953-1958 w stylu socrealistycznym
Dworcem tak jak i całą infrastrukturą kolejową na Węgrzech zarządza Magyar Államvasutak.

## Linie kolejowe
- Linia kolejowa 1 Budapest–Hegyeshalom–Rajka
- Linia kolejowa 8 Győr – Sopron
- Linia kolejowa 10 Győr – Celldömölk
- Linia kolejowa 11 Győr – Veszprém